# Rowland Hill

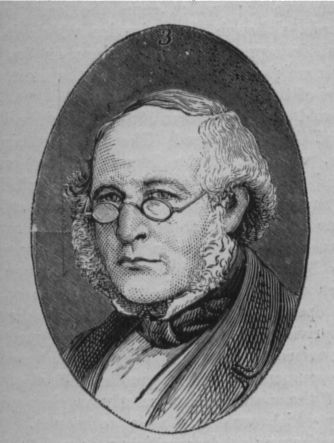
Rowland Hill

Rowland Hill (Kidderminster, Worcestershire, 3 de diciembre de 1795; Londres, 27 de agosto de 1879) fue un maestro británico, creador del primer sello postal de la historia: el Penny Black.

## Biografía
Hacia 1835 figuraba ya como secretario de la Comisión para Australia Meridional, pero fue el 13 de febrero de 1837 cuando presentó el proyecto de sus sellos adhesivos junto con un folleto explicativo a los encargados del servicio postal del Estado. El folleto de Hill, titulado "Post Office Reform", dio por resultado la designación de un comité de la Cámara de los Comunes (22 de noviembre de 1837) encargado de estudiar los tipos y sistemas del franqueo postal. Se decretó que los sellos se pondrían en circulación el día 6 de mayo de 1840. Hill dibujó en él el perfil de Su Majestad la Reina Victoria, la palabra "Postage" en la parte superior y en la inferior "One Penny" (un penique). Se trataba del Penny Black, el primer sello postal de la historia.
Al morir en 1879, sus restos fueron enterrados con todos los honores en la Abadía de Westminster, en la capilla de San Pablo del Panteón de Hombres Ilustres. La construcción del sepulcro, así como las estatuas que perpetúan su memoria en Londres y Birmingham, fueron costeadas por suscripción popular.